# RMS Carinthia (1955)

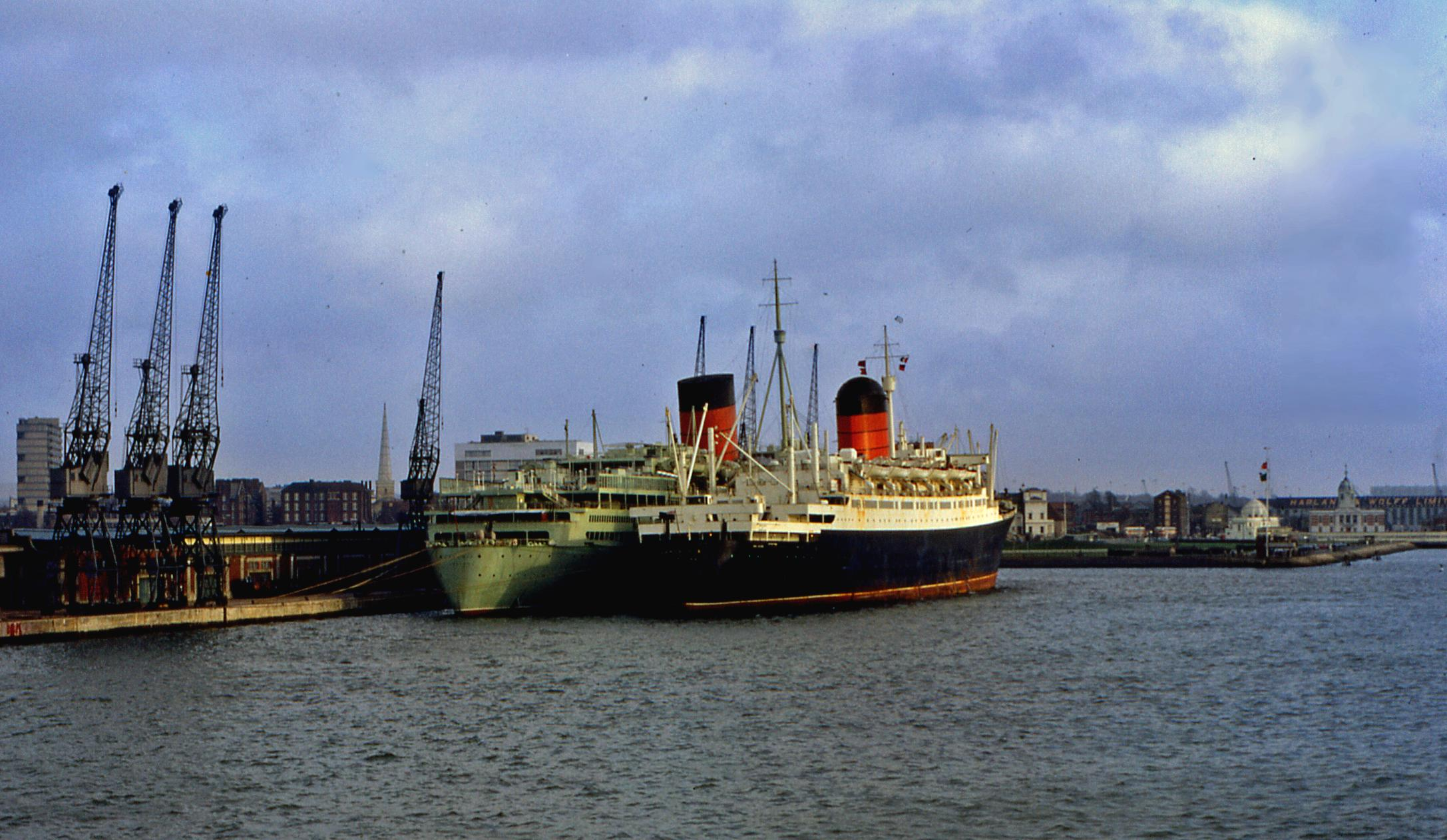
El Carinthia junto al Caronia

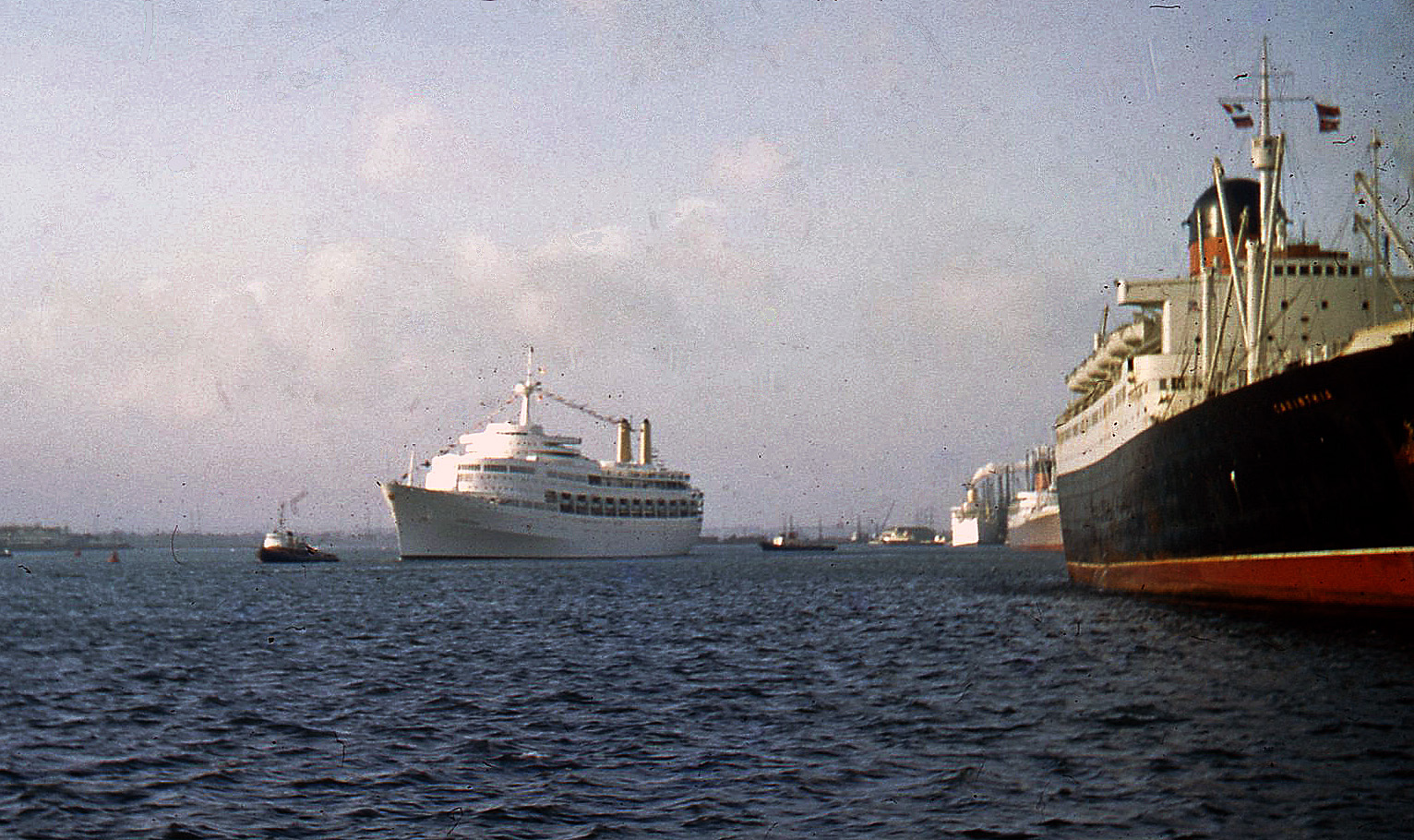
El Carinthia (der) en el puerto de Southampton, mientras el Canberra de P&O navega al fondo (izq)

El RMS Carinthia fue un transatlántico construido en 1956 como uno de los cuatro barcos de la clase Saxonia. Navegó para la Cunard Line desde sus inicios hasta 1968, cuando fue vendido a la Sitmar Line, reconstruido como barco de crucero de dedicación exclusiva y rebautizado SS Fairsea. Navegó para la Sitmar hasta 1988, cuando Sitmar fue vendida a P & O. Rebautizado SS Fair Princess, navegó para Princess Cruises y P&O Cruises hasta 2000. Fue entonces vendido a China Sea Cruises y rebautizado SS China Sea Discovery. En 2005 o 2006 fue desguazado en Alang, India.